# Кутногірський декрет
Кутногі́рський декре́т (чеськ. Dekret Kutnohorský), або Куттенбе́рзький декре́т (нім. Kuttenberger Dekret) — розпорядження богемського короля Венцеслава IV, видане 18 січня 1409 року в Кутній Горі (Куттенберзі), яке надавало «богемській нації» (чехам) право вирішального голосу в управлінні Празьким університетом, обмежуючи права іноземців. Прийнятий на тлі релігійного (реформаторсько-католицького) і політичного (чесько-німецького) протистояння в Богемії. Сприяв виходу німецьких викладачів і студентів з Праги, заснуванню Лейпцизького університету, а також перетворенню Празького університету на центр гуситського реформаторського руху.

## Опис
Празький університет був заснований 1348 року богемським королем Карлом IV, батьком короля Вацлав. Студенти і викладачі університету поділялися на чотири нації за походженням: богемську (чехи, включно з німецькомовними, угорці й трансільванці), баварську, саксонську і польську.
Від 1403 року Празький університет став місцем поширення ідей лолардів та Джона Вікліфа. Богемські реформатори на чолі з Яном Гусом хотіли викладати їх в університеті, проте більшість німецьких магістрів і професорів виступали проти цього вважаючи ці ідеї єретичними.
Напередодні Пізанського собору 1409 року представники баварської, саксонської і польської нації університету відмовили королю Венцеславу зайняти нейтралітет у питанні Західного розколу. Сам король сподівався на підтримку нового папи, або повернути собі втрачену німецьку корону, яку забрав Руперхт Пфальцький 9 років тому. Зі свого боку, Руперхт, король Німеччини, покладаючись на поміч папи Григорія XII і празького архієпископа Збинека Зайця, тиснува на німецьких викладачів і студентів Празького університету не приставати на пропозиції його опонента Венцеслава.
Університетська делегація богемської нації на чолі з Єронімом Празьким прибула до двору короля Венцеслава у місті Кутна Гора (за іншими джерелами — Точницькому замку), де той пообіцяв змінити конституцію навчального закладу. 18 січня 1409 року він видав декрет, за яким на університетських голосуваннях богемська нація отримувала три голоси, в той час як інші три нації — по одному.
Невдовзі після цього чех Ян Гус став ректором університету, замінивши на цій посаді Йоганна Свідницького. Багато німецьких учених — 80 % викладачів закладу — і частина студентів полишила Прагу й заснувала Лейпцизький університет в Майсенському маркграфстві. Празький університет опинився в академічній ізоляції.
1417 року Празький університет офіційно затвердив гуситський символ віри, після чого тут стали викладати і навчатися чашники. Поширення їхніх ідей та страта Яна Гуса в 1415 році сприяли вибуху Гуситських воєн у Богемії.